# 開山 (仏教)
開山（かいさん）とは、寺院を創始することを指す仏教用語である。仏道修行の場として閑静な地が望ましいことから、しばしば山間に道場や寺院が建立され、山号を有したことに由来する。転じて寺院を開創した僧侶（すなわち初代住持職）を指す語ともなる。

## 開基
類義語として「開基」があり、後に同義語として用いられるようになったが、厳密には両者は別々のものである。「開基」は、寺院の創始にあたって必要な経済的支持を与えた者、ないし世俗在家の実力者（大檀那）を指す語である。例えば鎌倉五山の一角を成す円覚寺の場合、寺院建立の事業を担った北条時宗が開基であり、時宗に招請されて住持となった無学祖元師が開山である。
ただし、宗旨や宗派によって、これらの語の用法には相違がある。宗派を開くに際して総本山をひらくことから生じる転用として、宗祖を特に「開山」と呼ぶ宗派もある。浄土真宗では、宗祖とされる親鸞を「開山」（「御開山」）とも呼ぶことから、末寺の創始者を「開基」と呼んで区別する。曹洞宗では、道元を「開山禅師」と呼んでいる。また、禅宗における用法として、寺院を創始した僧侶自身が、師への尊崇の念から自らではなく師を開山とする「勧請開山」（かんじょうかいさん）があり、この場合、実際の創始者たる僧侶自身を「創建開山」（そうけんかいさん）と称する。